# Sero Jamanota
Sero Jamanota är ett berg i Aruba (Kungariket Nederländerna). Den ligger i den centrala delen av landet, 11 km öster om huvudstaden Oranjestad. Toppen på Sero Jamanota är 188 meter över havet och är Arubas högsta punkt. Berget ligger i nationalparken Arikok.